# Rio Canalu de Apă
O Rio Canalu de Apă é um rio da Romênia, afluente do Crişul Repede, localizado no distrito de Bihor.